# Joop den Uyl
Joop den Uyl, właśc. Johannes Marten den Uijl (ur. 9 sierpnia 1919 w Hilversum, zm. 24 grudnia 1987 w Amsterdamie) – holenderski polityk, w latach 1966–1986 lider Partii Pracy, deputowany, minister, wicepremier, a w latach 1973–1977 premier Holandii.

## Życiorys
W 1936 ukończył szkołę średnią w rodzinnej miejscowości, następnie do 1942 studiował ekonomię na Uniwersytecie Amsterdamskim. W latach 1943–1945 pracował w urzędzie do spraw wyceny produktów chemicznych. W okresie okupacji niemieckiej w trakcie II wojny światowej brał udział w redagowaniu prasy podziemnej. W 1946 wstąpił do socjaldemokratycznej Partii Pracy. W latach 1945–1948 pracował jako redaktor w „Het Parool” i „Vrij Nederland”. Od 1949 do 1963 był dyrektorem Wiardi Beckman Stichting, instytutu naukowego działającego przy swoim ugrupowaniu. W latach 1953–1965 zasiadał w radzie miejskiej Amsterdamu. Od 1962 do 1965 wchodził w skład egzekutywy tego miasta, odpowiadał za roboty publiczne, sprawy gospodarcze oraz instytucje portowe i handlowe.
W 1956 po raz pierwszy został posłem do Tweede Kamer. Wybierany ponownie w kolejnych wyborach, w niższej izbie Stanów Generalnych zasiadał z przerwami wynikającymi głównie z pełnienia funkcji rządowych do czasu swojej śmierci. Szereg razy był lijsttrekkerem, liderem listy wyborczej PvdA, kierował też frakcją poselską swojej partii. Od kwietnia 1965 do listopada 1966 pełnił funkcję ministra gospodarki w rządzie Jo Calsa. We wrześniu 1966 został wybrany na nowego lidera Partii Pracy.
W 1972 jego partia zdobyła 27,3% głosów. Początkowo pozostała w opozycji, jednak po upadku gabinetu Barenda Biesheuvela w maju 1973 Joop den Uyl objął stanowisko premiera. Zajmował je do grudnia 1977. Partia Pracy wygrała kolejne wybory z wynikiem 33,8% głosów, jednak nie udało się jej zawrzeć trwałej koalicji pomimo kilkumiesięcznych negocjacji prowadzonej przez jej lidera. Do 1981 Joop den Uyl jako przywódca socjaldemokratów był faktycznym liderem opozycji. We wrześniu 1981 został wicepremierem oraz ministrem spraw społecznych i zatrudnienia w rządzie Driesa van Agta. Odpowiadał także w randze ministra za sprawy dotyczące Antyli Holenderskich. Funkcje te pełnił do maja 1982. W lipcu 1986 zakończył blisko dwudziestoletni okres kierowania partią, zastąpił go wówczas Wim Kok.
Od marca 1980 do maja 1987 był przewodniczącym Partii Europejskich Socjalistów.

## Życie prywatne
W 1944 ożenił się z Liesbeth van Vessem. Mieli cztery córki i trzech synów.

## Odznaczenia
- Kawaler  Orderu Lwa Niderlandzkiego (1966)
- Komandor Orderu Oranje-Nassau (1978)
- Wielki Oficer Orderu Oranje-Nassau (1982)
- Medal Honorowy za Przedsiębiorczość i Talent (1974)
- Wielki Oficer Orderu Honorowego Palm Surinamu[2]